# (24750) Ohm
(24750) Ohm ist ein Asteroid des Hauptgürtels, der am 24. September 1992 von den deutschen Astronomen Freimut Börngen und Lutz D. Schmadel an der Thüringer Landessternwarte Tautenburg (IAU-Code 033) in Thüringen entdeckt wurde.
Der Asteroid ist nach dem deutschen Physiker und Pionier der Elektrotechnik Georg Simon Ohm (1789–1854) benannt.